# Reino de Leinster
El Reino de Leinster (en irlandés: Ríocht Laighean) fue un reino de la Irlanda gaélica que existió en el este de la isla desde la Edad del Hierro comienzos de la Edad Moderna. Según la historia tradicional irlandesa recogida en los Anales de los Cuatro Maestros, el reino fue fundado por los Laighin, una tribu heremoniana de gaélicos irlandeses. Algunos de los primeros reyes de Leinster fueron también Reyes Supremos de Irlanda y Reyes de Tara, como Úgaine Mór, Labraid Loingsech y Cathair Mór.
Los hombres de Leinster habían logrado originalmente la hegemonía en Irlanda a costa de los Érainn, del Ulster, otro grupo gaélico, pero finalmente fueron relegados por sus parientes, los Connachta. Esto tuvo consecuencias territoriales para Leinster, ya que los Uí Néill del Sur se hicieron con el Reino de Meath al norte, y el control de Osraige al oeste se perdió a manos de los Corcu Loígde, pasando a formar parte del Reino de Munster. El reino tuvo diferentes fronteras y divisiones internas en diferentes momentos de su historia.
Entre los siglos V y VIII, el reinado de Leinster la corona de Leinster fue disputada por varias ramas diferentes de los Laighín, incluidos los Uí Cheinnselaig (antepasados de los Mac Murchada y Ó Tuathail ), los Uí Bairrche (antepasados de los Mac Gormáin ), los Uí Máil (antepasados de los Ó Conchobhair Uí Failghe) y otros. Después de este período, hasta el siglo XI, el gobierno de Leinster enfrentó principalmente a dos ramas de la dinastíaUí Dúnlainge, representadas por lo que hoy son las familias de Ó Tuathail y Ó Brion. En este siglo IX, los Laighín consiguieron recuperar Osraige, aunque este reino continuó manteniéndose relativamente independiente bajo los Mac Giolla Phádrag.
Leinster se vio asolada por las invasiones vikingas a partir del siglo IX, lideradas por los Uí Ímair, que se establecieron en Dublín y Wexford. Durante estas guerras, Murchad mac Diarmata, rey de Leinster, llegó a controlar Dublín y el Reino de Mann y las Islas (Isla de Man y Hébridas escocesas) durante un breve período. Su padre, Diarmait mac Máel na mBó, fue el primer rey de Irlanda de Leinster en siglos. Sin embargo, este periodo de esplendor duró poco, ya que la invasión normanda del siglo XII afectó profundamente a Leinster, gobernado por entonces por Diarmait mac Murchada. Leinster acabó cediendo terreno ante los normandos, que convirtieron el Pale como el centro administrativo del Señorío de Irlanda del Reino de Inglaterra, mientras que la dinastía FitzGerald se hacía con el condado de Kildare. Sin embargo, esto no significó el fin de Leinster y el reino continuó existiendo en gran parte de lo que hoy son los condados de Wexford, Carlow y partes del condado de Wicklow hasta principios del siglo XVII, cuando pasó a formar parte del Reino de Irlanda, durante el gobierno de los Tudor, convirtiéndose luego en la provincia de Leinster.

## Etimología
El nombre del Reino de Leinster se deriva directamente del nombre tribal Laigin, un grupo gaélico que afirmaba descender por línea paterna masculina de Érimón. Otras ramas del mismo grupo serían los Érainn, Connachta, Uí Néill, Clan Colla, Uí Maine y Dalcasianos (aunque se inventaron genealogías para negar esto). A veces se cita a Labhraidh Loingseach como el antecesor de los Laigin, pero sus antepasados paternos directos habían sido Reyes Supremos y Reyes de Tara tiempo antes de que apareciera en escena. Un texto medieval tardío en irlandés medio llamado Cóir Anmann (en inglés "Conveniencia de los Nombres" o "Elucidación de los Nombres") proporciona una etimología del término Leinster. Afirma que el nombre deriva de la palabra laigin ("lanzas"), en referencia a las grandes lanzas llevadas por "2.200" mercenarios galos que Labhraidh Loingseach trajo consigo del continente y alojó en casa de Cobthach Cóel Breg en Dind Rig. Sus descendientes fueron posteriormente conocidos como Laigin ("Leinstermen").

## Historia

### Antecedentes como Reyes Supremos de Irlanda
El reino fue fundado por los Laigin, una tribu gaélica heremoniana: es decir, el grupo gobernante afirmaba descender por línea paterna de Éremón, hijo de Míl Espáine (aunque otros grupos gaélicos vivían también en el territorio de Leinster) y proporcionó muchos de los primeros  Reyes Supremos de la isla. Los Laighin manutuvieron enfrentamientos constantes por la hegemonía con los Corcu Loígde, pertenecientes a los Érainn o Dáirine, otro de los grupos heremonianos.
Según la historia tradicional irlandesa recogida en los Anales de los cuatro maestros, el primer rey notable de Leinster sería Úgaine Mór, a su vez Rey Supremo de Irlanda, que estaría casado con Cessair Chrothach, supuestamente una mujer gala (es decir, miembro de un grupo celta de Europa continental). Las historias de este período relatan frecuentes derramamientos de sangre interno en el seno de la familia real en su despiadada lucha por el título de Rey Supremo: Úgaine Mór fue supuestamente asesinado por su propio hermano Bodbchadh, que posteriormente reinó durante apenas día y medio hasta que fue asesinado por su sobrino Lóegaire Lorc, hijo de Úgaine Mór. Loégaire no sería el único hijo de Úgaine Mór, que supuestamente tuvo al menos 25 descendientes (veintidós hijos y tres hijas), entre los que repartió vastas extensiones de tierra.
El hermano mayor de Lóegaire, Cobthach Cóel Breg, también era un hombre ambicioso y, aconsejado por un druida, mató a su hermano a traición, fingiendo estar mortalmente enfermo. Tras coronarse Rey Supremo, Cobthach procedió a envenenar al hijo de Lóegaire Lorc, Ailill Áine, y obligó a su nieto Labhraidh Loingseach a exiliarse en la Galia. Historias de la época relatan que, antes de partir hacia el continente, Cobthach obligó a su sobrino nieto Labhradh a comerse parte de los corazones de su padre y de su abuelo asesinados (en un acto de canibalismo involuntario), así como un ratón. Labhradh vivió en el exilio en Europa durante treinta años, viviendo entre los galos (posiblemente protegido por su familia materna, ya que su abuela, la reina Cessair Chrothach, era supuestamente gala).

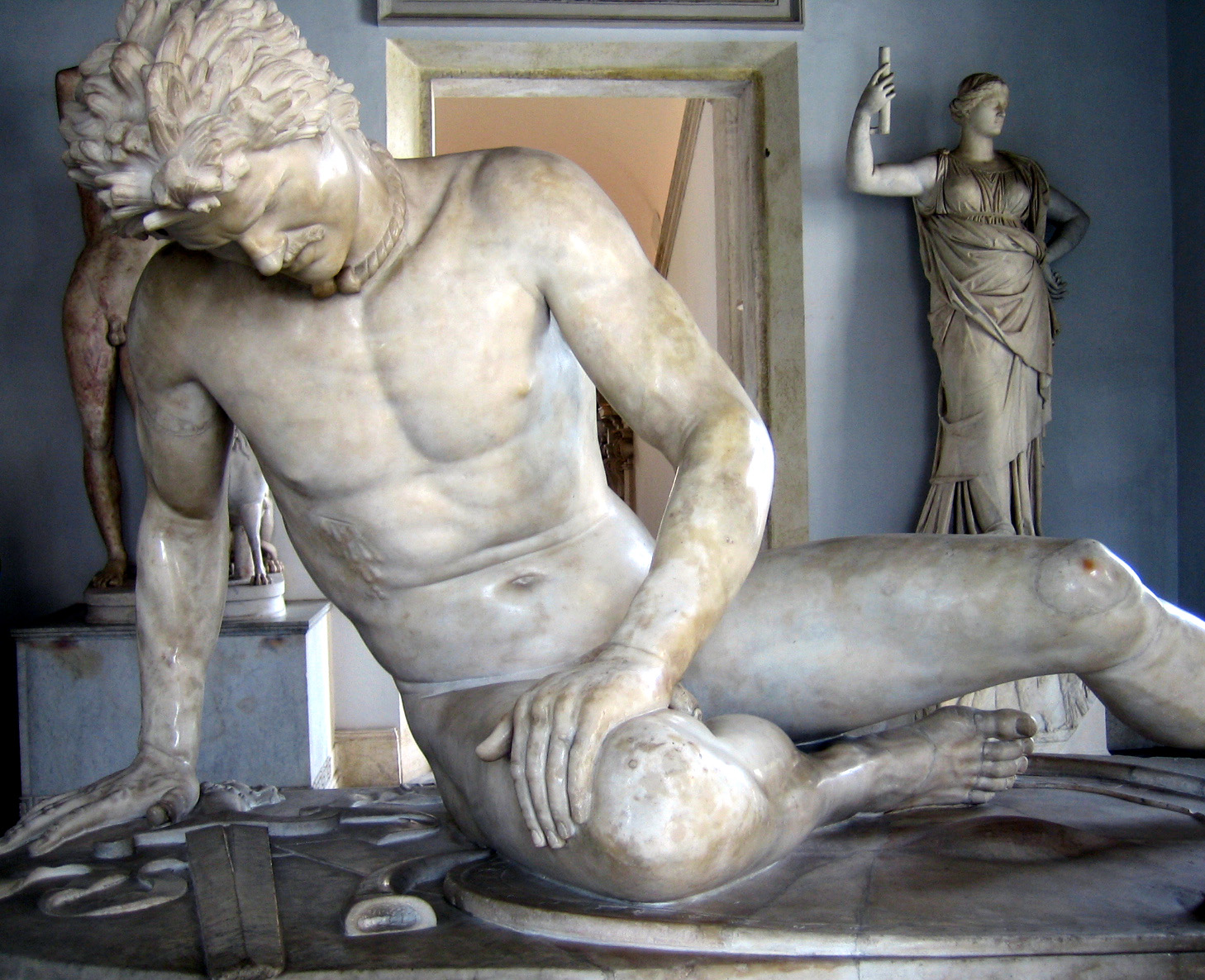
El galo moribundo. Según la tradición irlandesa, el nombre Leinster deriva de las lanzas que portaban los mercenarios galos que trajo el exiliado Labhraidh Loingseach para asegurar su reino.

El exilio de Labradh habría tenido lugar en torno al siglo III a. C., cuando las guerras entre romanos y galos estaban en pleno apogeo con el avance de los galos transalpinos a través de los Alpes hacia Etruria y la República Romana. Labhradh conoció entonces con los temibles guerreros galos conocidos como Gaesatae, que han sido descritos empuñando lanzas y escudos y lanzándose desnudos a la batalla y que fueron famosos por sus hazañas contra los romanos, en batallas como las de Faesulae, Telamon y Clastidium con Roma. Los Gaesatae fueron inmortalizados en forma artística en la escultura El Gálata moribundo, un antiguo mármol romano que se conserva en los Museos Capitolinos.
Tras tres décadas de hostilidad, Cobthach y Labhradh hicieron las paces y este último regresó a Irlanda. Como compensación por reconocer a su tío abuelo como Rey de Irlanda, Labhradh fue recompensado con "Galióin", la base territorial de lo que se convertiría en el Reino de Leinster. Galióin se usa en los anales indistintamente con Laigin: el término deriva de la misma raíz que los Gaesatae (los mercenarios galos) antes mencionados. El propio término Laigin supuestamente se refiere etimológicamente a las lanzas de los mercenarios galos llevado a Irlanda por Labhradh para proteger el reino. Según Francis John Byrne, "idéntico o estrechamente asociado" con estos dos términos para Leinster estaba el de Fir Domnann; No está claro si se trataba de grupos distintos sintetizados luego en un solo grupo, o simplemente nombres diferentes para el mismo grupo. El nombre se asocia a los Dumnonii de Gran Bretaña, que se convertirían en la base del pueblo córnico. Finalmente, Labhradh se rebelaría contra su tío abuelo, consiguiendo alzarse como Rey Supremo y vengar el asesinato de sus familiares, quemando a Cobthach y sus seguidores en una casa de hierro en Dind Ríg. No obstante, el patrón familiar de fratricidio continuó cuando Labhradh fue asesinado por su propio sobrino Meilge Molbthach. Después de varias generaciones más, el control de la Corona Suprema pasaría a manos de los emergentes Connachta, otra tribu heremoniana, desciendente de Óengus Tuirmech Temrach.

### Incursiones vikingas y renacimiento

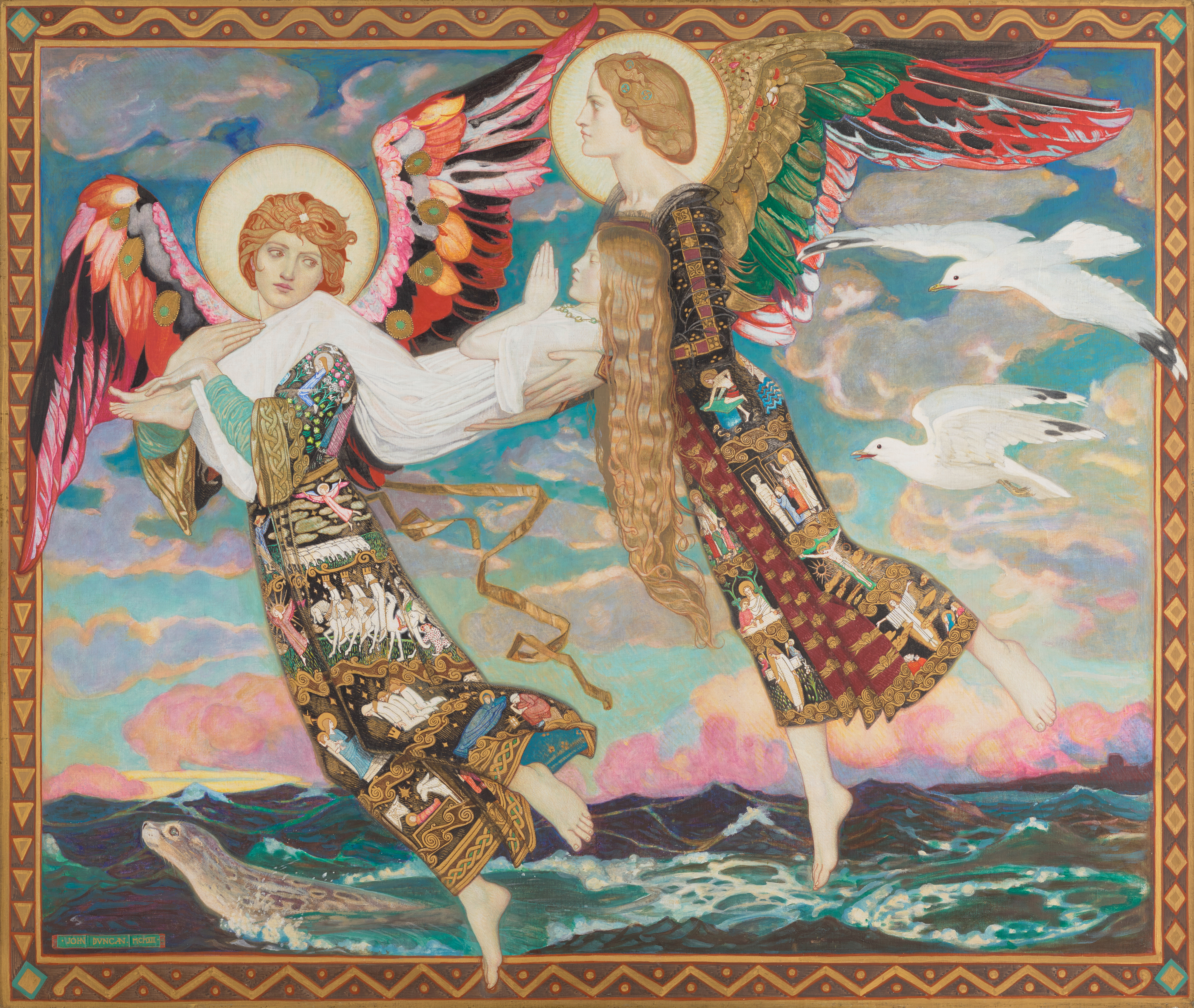
Santa Brígida de Kildare, llevada por dos ángeles, pintada por John Duncan. Fue invocada como protectora de Leinster y el control de Kildare era esencial para los Reyes de Leinster.

A partir del siglo VIII, el reino sería frecuentemente asaltado e invadido por los vikingos, convirtiéndose Dublín en un importante asentamiento y centro comercial vikingo a partir del siglo IX. Varios monasterios cristianos dentro del reino fueron saqueados por ellos, como el de San Mullin.
A finales del siglo X, la dinastía Uí Cheinnselaig emergería como el poder dominante en Leinster.

### Invasión normanda y pérdidas
El más famoso rey de esta dinastía fue Diarmait Mac Murchada, que gobernó desde 1126 hasta 1171. Diarmait fue un rey poderoso y ambicioso que buscaba expandir su territorio e influencia, e intervino activamente en la política irlandesa.
En 1166, sin embargo, Diarmait fue expulsado de su reino por el Rey Supremo de Irlanda, Ruaidrí Ua Conchobair. Diarmait huyó a Inglaterra, donde buscó el apoyo del rey Enrique II, y en 1170 regresó a Irlanda con una fuerza de caballeros normandos, con ayuda de los cuales consiguió recuperar su reino y volverse aún más poderoso que antes.

### Los Kavanagh y la resistencia
Diarmait tuvo varios hijos, entre los que destacó Donnchad mac Murchada, que se convirtió en rey de Leinster después de la muerte de su padre en 1171. No obstante, Donnchad se vio obligado a compartir el poder con su medio hermano, Conchobar Mac Murchada. Los descendientes de Donnchad pasaron a ser conocidos como la dinastía Kavanagh, que continuaron manteniendo el poder en Leinster durante siglos.

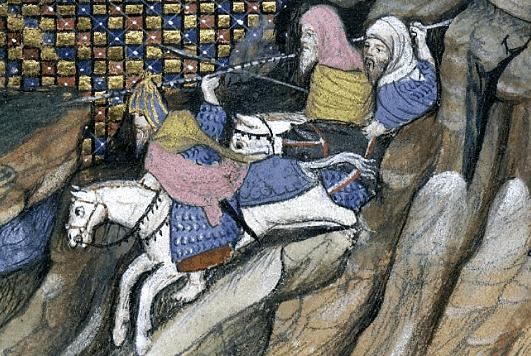
Art Óg Mac Murchadha Caomhánach, rey de Leinster a finales del siglo XIV, revivió la suerte del reino y se enfrentó a Ricardo II Plantagenet, rey de Inglaterra.

Los Kavanagh fueron conocidos por su feroz resistencia al Señorío de Irlanda asociado al Reino de Inglaterra, y frecuentemente chocaban con las fuerzas de Pale a finales de la Edad Media. Uno de sus miembros más famosos fue Art MacMurrough-Kavanagh, que gobernó desde 1375 hasta 1417. Art era un líder poderoso y carismático conocido por su destreza militar y su feroz determinación de defender su reino de la invasión inglesa.
Leinster continuó siendo un reino poderoso durante la Edad Media, pero acabó perdiendo su independencia a medida que la Corona inglesa extendía su autoridad sobre Irlanda. En el siglo XVI, Leinster se incorporó a la provincia de Leinster, controlada por los ingleses, como parte del Reino de Irlanda, que incluía gran parte del este de Irlanda.

### Legado
Hoy en día, Leinster es una de las cuatro provincias de Irlanda y alberga varias de las ciudades más grandes del país, incluidas Dublín, Kilkenny y Wexford.

## Cristianismo

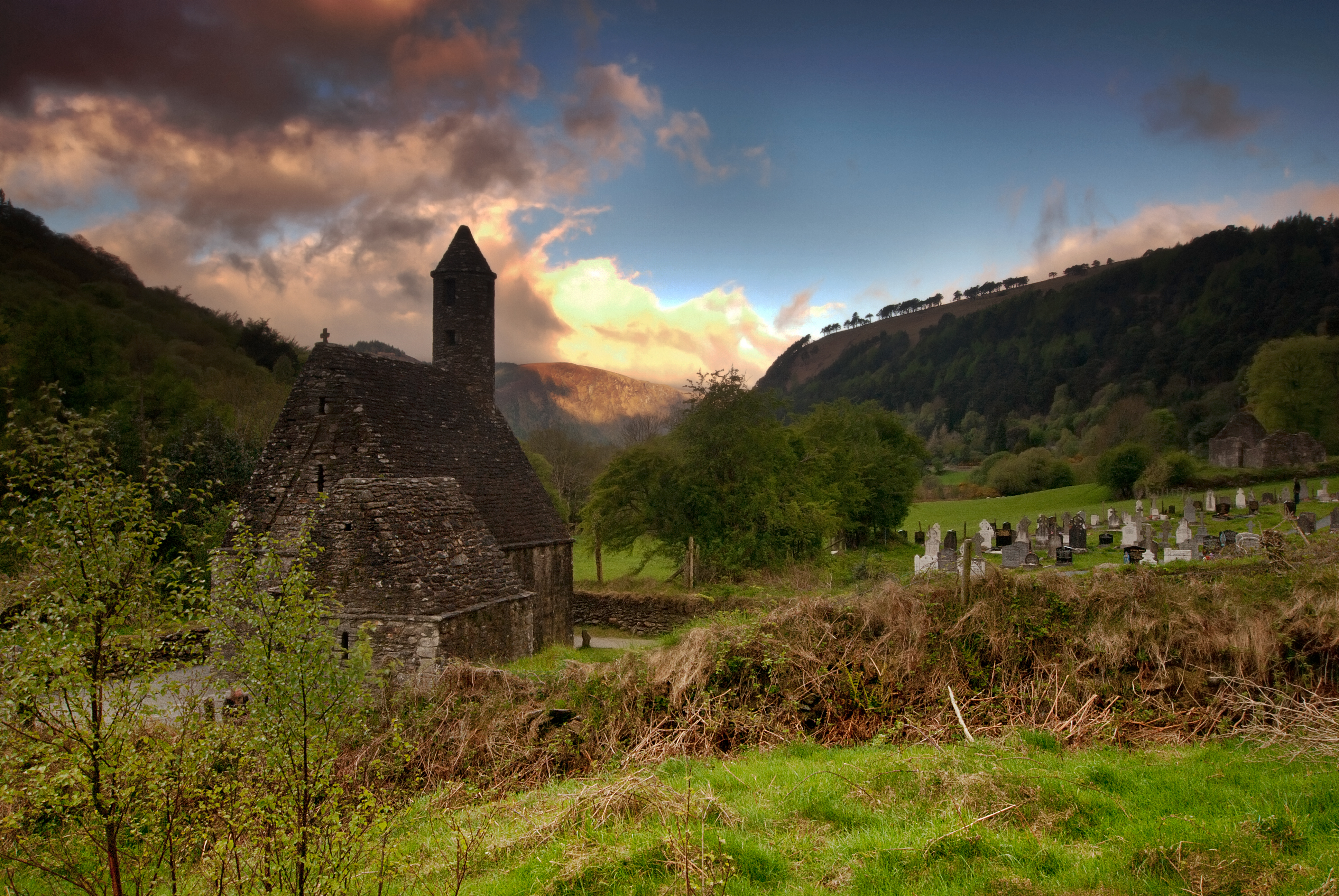
Monasterio de Glendalough fundado por Kevin de Glendalough, un príncipe de sangre real de Leinster. Situado en un valle de las montañas de Wicklow, el monasterio fue fundado en el.

Aunque fundado en la época de gaélica tradicional, la religión que llegó a predominar a nivel oficial en Leinster fue el cristianismo católico. De hecho, fue a través de Leinster y el vecino Reino de Munster que el cristianismo en Irlanda echó raíces por primera vez, incluso antes de la llegada de San Patricio. Uno de los santos prepatricios más conocidos de Irlanda, Abbán, era oriundo de Leinster. Los santos de Leinster también estuvieron representados entre los Doce Apóstoles de Irlanda. Entre los monasterios más destacados fundados por gaélicos irlandeses en Leinster entre los siglos V y VIII se pueden citar la Abadía de Kildare fundada por Santa Brigida (santa patrona de Irlanda), el Monasterio de Glendalough fundado por San Kevin, la Abadía de Clonard fundada por Finnian de Clonard, la Abadía de Ferns fundada por Máedóc de Ferns, el Monasterio de Tallaght fundado por Máel Ruain (parte del movimiento de Culdee) y el Monasterio de San Mullin fundado por Mo Ling (donde se originó el Libro de Mulling ).
A principios del siglo XII, tuvo lugar el Sínodo de Ráth Breasail, que transformó la organización de la Iglesia en Irlanda de una basada en monasterios al modelo diocesiano popular en el resto de la cristiandad latina. Los límites geográficos de estas diócesis representaban en Irlanda hasta cierto punto aspectos del control territorial tribal local y en Leinster esto no fue diferente, con su dinámica norte-sur; los Uí Ceinnselaig estaban asociados con las Diócesis de Ferns y Leighlin en el sur, mientras que la Diócesis de Kildare, la Diócesis de Glendalough y la Arquidiócesis de Dublín en el norte estaban asociadas con el área de control histórico de Uí Dúnlainge. Aunque cabe señalar que, en el momento del Sínodo, los vikingos nórdicos de Escandinavia habían establecido su Reino de Dublín en un territorio que anteriormente pertenecía a Leinster (cuyo control fue disputado en varias ocasiones por los Uí Ímair, los Ó Briain y los Mac Murchadha). Hasta el Sínodo de Kells en 1152, el pequeño enclave nórdico amurallado de Dublín tenía la inusual distinción de ser parte de la provincia de Canterbury a diferencia del resto de la Iglesia en Irlanda, mientras que Glendalough estaba asociado con los gaélicos de Leinster en la misma zona. En 1216, durante los reinados del Papa Inocencio III y del Papa Honorio III, la Arquidiócesis de Dublín y Glendalough se fusionaron.
Como consecuencia de la invasión normanda de Irlanda, en el siglo XIII, el control de la diócesis y las posiciones dentro del episcopado dentro de Leinster habían sido asumidos por personas de origen extranjero (es decir, los normandos en Irlanda). Entre los escasos ejemplos de cargos eclesiásticos ocupados por nativos irlandeses encontramos a San Lorcán Ó Tuathail, arzobispo de Dublín, anteriormente abad de Glendalough, que participó en la implementación de la reforma gregoriana en Irlanda y participó en el Sínodo de Cashel. También asistió al Tercer Concilio de Letrán en Roma bajo el Papa Alejandro III. Otro clérigo irlandés nativo en Leinster, nacido en la generación siguiente, Ailbe Ó Maíl Mhuaidh, obispo de Ferns, asistiría al Cuarto Concilio de Letrán en Roma bajo el Papa Inocencio III. Nacionalista, se oponía a la intromisión del clero extranjero en Irlanda y excomulgó a William Marshal, uno de los principales invasores normandos.